# Rainbow☆Starbow
Rainbow☆Starbow（レインボー・スターボー）はBeLLによる日本の4コマ漫画作品。『まんがタイムきらら』（芳文社）誌上にて、2011年1月号から2013年3月号にかけて連載された。

## 概要
同人音楽を主題にし、人気同人音楽サークルのファンになった少女達が、自らも同人音楽を作ることを志すようになるという物語。
主要登場人物が同じ高校に在学しているため、学校生活も多少は描かれるが、あくまで物語は同人活動、音楽活動に関する事項が中心となる。それに伴って音楽製作やライブイベントだけでなく、作中では伏せ字になっているものの、コミックマーケットでの模様をはじめ同人イベントや秋葉原の同人ショップでのエピソードも描かれている。

## あらすじ
星岡美咲は高校進学したばかりのある日、親友の小林昴にあるライブに誘われる。それは現役女子高生2人のツインボーカルによる同人音楽ユニット「Rainbow」のライブイベントで、ライブに行った美咲は昴以上にRainbowのファンになってしまう。以後昴とともにRainbowを追いかけていくうちに、美咲は自分でも同人音楽を作ってみたいと思い始めるようになり、知識が無いままゼロから挑戦する。

## 主な登場人物
星岡 美咲（ほしおか みさき）
本作の主人公。桜の花びら型の髪飾りをつけ、大きなアホ毛と巨乳が特徴。
天然な性格をしていたが、高校進学後は空虚な状態で過ごすようになっていた。しかし、昴に誘われて行ったRainbowのライブでその音楽にのめり込むようになり、追いかけていくうちに自分でも同人音楽を始めようと決意、昴、つかさとともにサークルを作り、真理の命名で「Starbow」というサークル名となった。
小林 昴（こばやし すばる）
美咲の幼なじみ。面倒見が良く、美咲の世話をよく焼いており、美咲をライブに誘ったのも美咲を元気づけるためだった。
容姿端麗で、勉強・スポーツも万能ではあるものの、重度のオタクだったりする。
中島 つかさ（なかじま つかさ）
美咲と昴のクラスメイト。
クールな性格で、熱くなるような事柄には否定的だったが、美咲たちにライブにつれられて以降その情熱を理解するようになる。
真面目でどのようなこともそつなくこなし、時には美咲や昴を仕切ることもしばしば。
図書館で真理、奏と偶然出会ったがその後ライブで2人がRainbowであると知り、その後美咲や昴と会わせ交流するきっかけを作ることとなる。
日坂 真理（ひさか まり）/サニー
美咲達の先輩にあたり、同人音楽サークル「Raindow」の1人。持ち前のカリスマ性でファンを魅了しているが、マイクを持たないと物怖じしてしまうほど、普段は内気な性格である。
音楽のこととなると周囲を振り回したり没頭してしまう事が多く、ライブ慣れしていない美咲を見つけて覚えていたりもする。
同人音楽を始める美咲たちには、学校の、同人活動の先輩として奏と共に助言するようになる。
雨宮 奏（あまみや かなで）/レイニー
真理の親友であり、真理とともに「Rainbow」として活動する。ロングヘアのメガネっ子。
何事にも物怖じしない性格の持ち主で、普段内気な真理を引っ張っていく。その一方で可愛い女の子にはちょっかいをかけることも多く、レズやセクハラまがいのことをすることもある。
お金持ちのお嬢様で、自宅の豪邸にはスタジオが完備されており、Rainbowのレコーディングはここで行われている。

## 書誌情報
芳文社より『まんがタイムKRコミックス』として刊行、全2巻。
1. 2012年5月11日初版発行（同年4月26日発売） ISBN 978-4-8322-4145-9
  - メロンブックスでは購入特典として、同人音楽サークルCOOL&CREATEが製作したイメージソング『Star☆Rainbow』（作詞・作曲：ビートまりお、編曲：狐夢想、歌：あまね・haru*nya）のCDがついていた[1]。
2. 2013年3月14日初版発行 ISBN 978-4-8322-4267-8